# Team Konica Minolta
Team Konica Minolta was een Zuid-Afrikaanse wielerploeg, gesponsord door een Japanse producent van grafische en kantoorartikelen, zoals printers en faxapparaten. Het team bestond vanaf 2005 en was een continentale ploeg.
Konica Minolta werd opgericht als satellietploeg van Team Barloworld, dat wil zeggen dat de twee teams goede contacten hadden en talenten van Konica Minolta vaak een contract konden krijgen bij Barloworld.
Enkele bekende renners die voor Konica Minolta hebben gereden zijn Chris Froome, John-Lee Augustyn en Arjen de Baat.

## Bekende renners
- John-Lee Augustyn (2005–2006)
- Arjen de Baat (2005)
- Chris Froome (2007)
- Tiaan Kannemeyer (2007)
- Martin Velits (2005–2006)
- Peter Velits (2005–2006)